# توم أرمسترونغ
توم أرمسترونغ (بالإنجليزية: Tom Armstrong)‏ (1 يناير 1898 ببرستون في المملكة المتحدة - 1 يناير 1967) هو لاعب كرة قدم بريطاني (وحمل سابقاً جنسية المملكة المتحدة لبريطانيا العظمى وأيرلندا) في مركز حراسة المرمى. لعب مع بريستون نورث إيند ونادي ليفربول.